# Leisure Suit Larry in the Land of the Lounge Lizards
Leisure Suit Larry in the Land of the Lounge Lizards is een computerspel dat werd ontwikkeld en uitgebracht door Sierra On-Line in 1987. Het is het eerste spel uit de Leisure Suit Larry-reeks en verscheen voor meerdere platforms.

## Verhaal
Larry Laffer is een 40-jarige man die zijn maagdelijkheid nog niet heeft verloren en bij zijn moeder in de kelder woont. Na moe geworden te zijn van zijn eenzame bestaan, besluit hij op zoek te gaan naar ervaringen die hij nog niet heeft meegemaakt en de vrouw van zijn dromen te zoeken. Op zijn zoektocht ontmoet Larry vier mogelijke vrouwen: een naamloze, louche uitziende prostituee, de ondeugdzame clubgangster Fawn, de receptioniste Faith (die haar naam eer aandoet door trouw te zijn aan haar vriendje) en ten slotte Eva, een badende schoonheid die Larry's ultieme doel wordt.

## Platforms
| Jaar | Platform                                   |
| ---- | ------------------------------------------ |
| 1987 | Amiga, Apple II, Apple IIgs, Atari ST, DOS |
| 1988 | Macintosh, TRS-80 CoCo                     |
| 1991 | PC-DOS, Macintosh, Amiga                   |
| 2013 | Steam, OS X, Linux, Android, iOS           |

## Ontvangst
| Beoordeeld door                      | Jaar | Platform  | Score |
| ------------------------------------ | ---- | --------- | ----- |
| MikroBitti                           | 1988 | DOS       | 100%  |
| The Games Machine (UK)               | 1988 | Amiga     | 83%   |
| Computer and Video Games (CVG)       | 1988 | Atari ST  | 80%   |
| Joker Verlag präsentiert: Sonderheft | 1993 | Atari ST  | 72%   |
| All Game Guide                       | 1998 | Macintosh | 70%   |
| Adventure Gamers                     | 2004 | DOS       | 70%   |
| Just Games Retro                     | 2006 | DOS       | 70%   |
| Techtite                             | 2000 | Apple II  | 60%   |
| ASM (Aktueller Software Markt)       | 1987 | Amiga     | 58%   |
| ST Format                            | 1993 | Atari ST  | 57%   |

## Softporn Adventure
Leisure Suit Larry in the Land of the Lounge Lizards is een remake van het tekstgebaseerde avonturenspel Softporn Adventure, dat eveneens werd ontwikkeld door Sierra Entertainment (toen nog On-Line Systems).

## Remakes
In 1991 bracht Sierra een remake van het spel uit voor PC-DOS, Macintosh en de Amiga. Deze versie gebruikt een nieuwe engine, VGA-graphics met 256 kleuren en een interface met icoontjes.
In 2013 verscheen het spel Leisure Suit Larry: Reloaded voor Steam, OS X, Linux, Android en iOS. Deze tweede remake werd ontwikkeld na een crowdfundingactie op website Kickstarter.